# Centar Sarajevo
Centar je sastavna općina Sarajeva, te kulturno, političko, gospodarsko, trgovačko, i zdravstveno središte tog grada. Obuhvaća zapadnu polovicu povijesnog dijela Sarajeva, uključujući Ciglane - Goricu, Koševsko brdo 1 i 2, Džidžikovac - Koševo I, Marijin Dvor - Crni vrh, i Skenderiju - Podtekiju. Graniči s općinom Ilijaš na sjeveru, Stari Grad na istoku, Novo Sarajevo na jugu, te s općinama Novi Grad i Vogošća na zapadu. Općina pokriva površinu od 33,0 km² na kojoj, prema procjenama iz 2002. godine, živi otprilike 68.151 ljudi. Općina Centar se sastoji od 15 mjesnih zajednica.

## Stanovništvo
Po posljednjem službenom popisu stanovništva iz 1991. godine,  općina Centar (jedna od sarajevskih gradskih općina) imala je 79.286 stanovnika, raspoređenih u šest naselja.
| Stanovništvo općine Centar |                 |                 |                 |
| godina popisa              | 1991.           | 1981.           | 1971.           |
| Muslimani                  | 39.761 (50,14%) | 31.755 (43,64%) | 74.354 (58,73%) |
| Srbi                       | 16.631 (20,97%) | 14.358 (19,73%) | 27.658 (21,84%) |
| Hrvati                     | 5.428 (6,84%)   | 6.624 (9,10%)   | 12.903 (10,19%) |
| Jugoslaveni                | 13.030 (16,43%) | 17.170 (23,59%) | 5.944 (4,69%)   |
| ostali i nepoznato         | 4.436 (5,59%)   | 2.855 (3,92%)   | 5.739 (4,53%)   |
| ukupno                     | 79.286          | 72.762          | 126.598         |

Na popisu 1971. godine, općina Centar je bila jedinstvena s općinom Stari Grad.

#### Sarajevo (dio naseljenog mjesta), nacionalni sastav
| Sarajevo (dio - Centar) |                 |                 |                 |
| godina popisa           | 1991.           | 1981.           | 1971.           |
| Muslimani               | 38.860 (50,61%) | 30.919 (43,98%) | 73.387 (60,35%) |
| Srbi                    | 15.192 (19,78%) | 12.953 (18,42%) | 23.712 (19,49%) |
| Hrvati                  | 5.415 (7,05%)   | 6.602 (9,39%)   | 12.887 (10,59%) |
| Jugoslaveni             | 12.958 (16,87%) | 16.996 (24,17%) | 5.925 (4,87%)   |
| ostali i nepoznato      | 4.346 (5,66%)   | 2.820 (4,01%)   | 5.691 (4,68%)   |
| ukupno                  | 76.771          | 70.290          | 121.602         |

## Naseljena mjesta
Dio naseljenog mjesta Sarajevo, Mrkovići, Nahorevo, Poljine, Radava i Vića.

## Vanjske poveznice
- Službena stranica općine Centar Sarajeva